# أليس هيربست
أليس هيربست (بالسويدية: Alice Herbst) هي عارضة سويدية، ولدت في 13 أبريل 1993 في ستوكهولم في السويد.